# Gallsteklar
Gallsteklar (Cynipidae) är en familj i underordningen midjesteklar bland insekterna. 

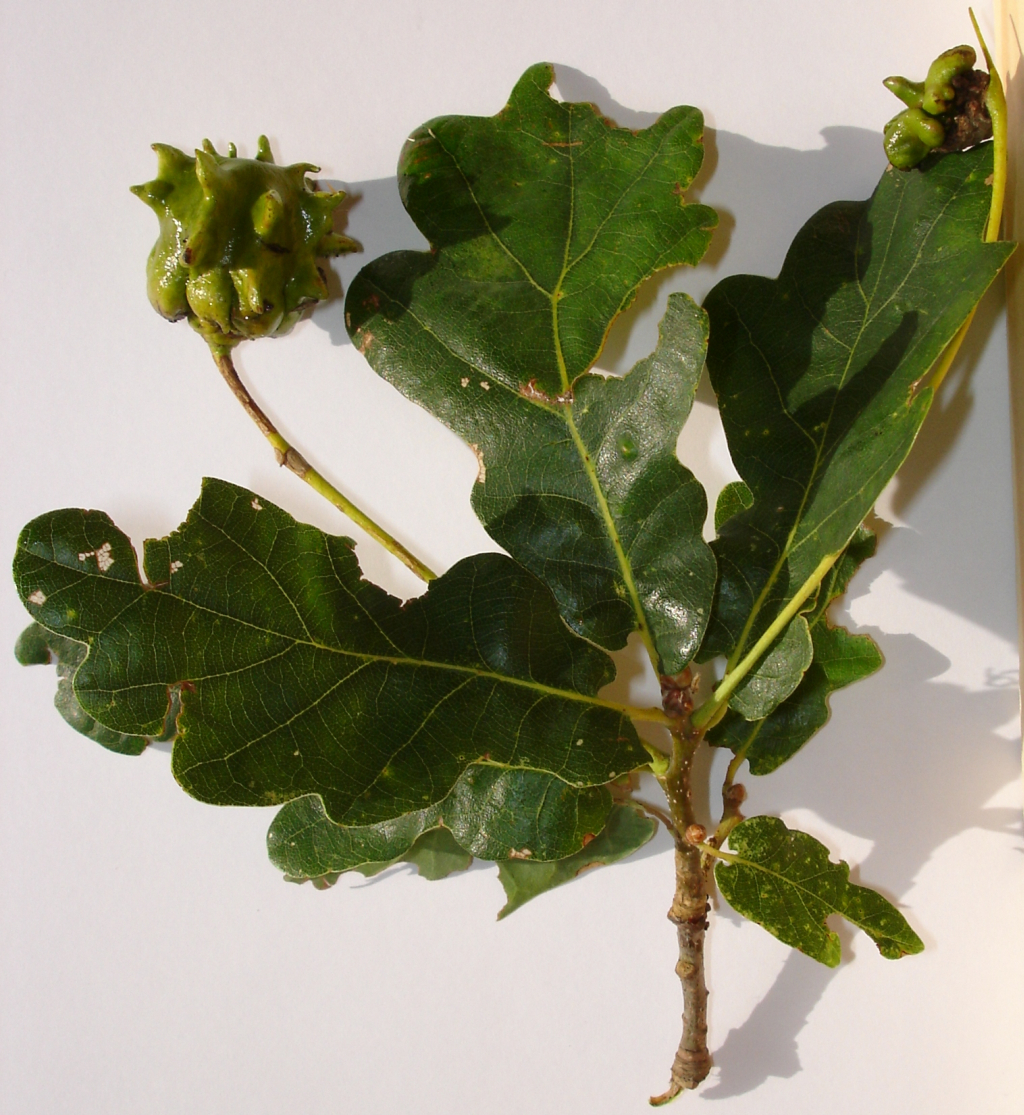
En gallstekellarv i sin gallbildning.

Familjen omfattar cirka 1 400 arter, varav de flesta är mycket små med en längd på mellan 1 och 8 millimeter. Av dessa återfinns cirka 360 arter (indelade i 36 släkten) i Europa och runt 800 arter i Nordamerika.[källa behövs]
Gallsteklar har under året en asexuell (partenogenetisk) generation med enbart honor, och en sexuell generation med både honor och hanar. Dessa båda generationerna ser olika ut, och de vuxna djuren observeras ganska sällan. Däremot är deras gallbildningar, de så kallade gallerna ofta ganska tydliga på olika typer av växtmaterial. Även gallerna kan se mycket olika ut beroende på vilken generation det är som orsakar dem. på grund av detta har det förekommit mycket sammanblandningar av arter, forskare har kopplat ihop fel generationer med fel galler, och även beskrivit olika generationerna som tillhörande olika släkten.

## Systematisk indelning och europeiska släkten
- Familj Gallsteklar (Cynipidae)
  - tribus Aylacini
    - Aulacidea
    - Aylax
    - Barbotinia
    - Cecconia
    - Diastrophus
    - Iraella
    - Isocolus
    - Liposthenes
    - Neaylax
    - Panteliella
    - Parapanteliella
    - Phanacis
    - Rhodus
    - Timaspis
    - Vetustia
    - Xestophanes

  - tribus Cynipini
    - Amphibolips
    - Andricus
    - Aphelonyx
    - Biorhiza
    - Callirhytis
    - Chilaspis
    - Cynips
    - Dryocosmus
    - Neuroterus
    - Plagiotrochus
    - Pseudoneuroterus
    - Trigonaspis

  - tribusDiplolepidini
    - Diplolepis
    - Liebelia

  - tribus Pediaspini
    - Pediaspis

  - tribus Synergini
    - Ceroptres
    - Periclistus
    - Saphonecrus
    - Synergus
    - Synophrus

  - tribus Eschatocerini
  - tribus Paraulacini
  - tribus Qwaqwaini